# 亚当·伯吉斯
亚当·伯吉斯（英語：Adam Burgess，1992年6月17日—），英国男子皮划艇运动员，2023年欧洲运动会男子单人划艇激流回旋团体铜牌得主、2024年夏季奥林匹克运动会男子单人划艇激流回旋银牌得主。